# Закляття долини змій
«Закляття долини змій» (рос. Заклятие долины змей, пол. Klątwa Doliny Węży) — радянсько-польський пригодницький фантастичний фільм 1987 року за книгою Роберта Страттона (псевдонім Веслава Ґурницького).
Польський учений-археолог Ян Тарнас отримує від французького антиквара Бернара Травена пропозицію розшукати артефакти легендарної стародавньої культури. Вони вирушають до В'єтнаму на пошуки Долині Тисячі Змій, де за переказом зберігається сила, здатна зробити власника володарем світу. Та стародавній рукопис застерігає, що Долину оберігає могутнє закляття, котре починає здійснюватися попри весь скептицизм Яна.

## Сюжет
У 1954 році, під час В'єтнамської війни, вертоліт французького льотчика Бернара Травена збивають місцеві партизани. Травен переховується у старовинному монастирі, де, погрожуючи монаху пістолетом, викрадає коштовну скриньку.
Минає 30 років, Травен живе в Парижі, ставши відомим антикваром, збирачем старожитностей. Польський професор Ян Тарнас у цей час прибуває в Париж для читання лекцій. На одну з них приходить Травен і підкладає в діапроєктор слайд із фото реліквії зі скриньки, аби привернути увагу дослідника. Він показує Тарнасу стародавній манускрипт, знайдений у скриньці, позаяк тільки цей фахівець вірить в існування культури Кхурумваніт. Тарнас знаходить усередині рукопису ще один манускрипт, який свідчить, що в Долині Тисячі Змій зберігається нечувана сила, і хто нею оволодіє, той стане й володарем усього світу. Після прочитання манускрипту вченого й антиквара містичним чином починають переслідувати змії, при цьому випадково гине людина. Цією таємницею цікавиться репортерка Крістін Жобер, яка стежить за професором. Травен умовляє Тарнаса вирушити в експедицію, щоб знайти Долину Тисячі Змій.
Таємна організація, підрозділом якої керує містер Брічер, слідкує за Травеном і отримує знімок манускрипту. Агент Нуаре пояснює, що в рукописі зашифрована формула сплаву, який можливо отримати тільки у космічному вакуумі.
Травен і Тарнас прибувають до В'єтнаму, за ними слідує також і Крістін. Втрьох вони зустрічають радянського вченого Андрія Батурліна. Змії продовжують переслідувати їх, але Андрій присипляє плазунів газом. Мандрівники дістаються до храму, де повертають манускрипт настоятелю, а той дає їм монаха-провідника.
Пройшовши занедбаним шляхом, вони опиняються серед руїн, монах відмовляється йти далі. Монастирська реліквія у формі голови змії виявляється ключем до підземелля, яке охороняють статуї з лазерами в очах. Прикриваючись камінною плитою, Травен, Тарнас і Крістін минають пастку та постають перед змієподібним чудовиськом. Його вдається заманити під лазерні промені та вбити. В кінці підземелля виявляється саркофаг з мумією іншопланетянина і чорна амфора. Коли Травен бере амфору, спрацьовує механізм, який затоплює підземелля, але мандрівники встигають вибратися на поверхню. Там Травен застрелює провідника і тікає, прихопивши амфору.
Невдовзі Травена вбиває найманий убивця, але сам стає жертвою монаха, що кидає в нього шурікен. Тарнас із Крістін зустрічають Батурліна, котрий довозить їх до готелю, де стає відомо про смерть Травена. Дорогою додому Тарнас розуміє, що переплутав сумки і везе амфору. В аеропорту його схоплюють люди Брічера за наведенням Крістін.
Брічер доставляє амфору в лабораторію, де її розрізають і всередині виявляється куб з космічного сплаву. Тарнас безуспішно запевняє вчених у небезпеці знахідки, хоча навіть комп'ютер у лабораторії видає позначку «небезпечно», а манускрипт попереджав, що зі знахідкою треба поводитися з максимальною обережністю, інакше могутня сила перетвориться на руйнівну. При свердлінні куба з нього добувається таємнича рідина. Коли Брічер бере колбу з нею, рідина виплескується і перетворює його на чудовисько. Співробітники лабораторії спалюють істоту з вогнеметів. Нуаре забирає зразок рідини на літак, щоб продовжити дослідження на користь своєї організації. Але в польоті рідина реагує і колапсує літак разом з пасажиром.
Тарнас отямлюється в себе вдома, поряд знаходиться Крістін, яка називає себе Івонн і запевняє його, що все це було лише сном. Проте уколи на тілі свідчать, що пам'ять ученого зумисне затуманена. Крістін сідає в авто, де каже агентам Брічера, що професор нічого не пам'ятає. Вийшовши на вулицю, Тарнас бачить кришнаїтів і зі словами, що більше не матиме справ з Азією, біжить геть.

## У ролях
| Актор              | Роль                        |
| ------------------ | --------------------------- |
| Кшиштоф Кольбергер | Ян Тарнас                   |
| Роман Вільгельмі   | Бернар Травен               |
| Єва Салацька       | Крістін Жобер               |
| Збігнєв Лесень     | Нуаре                       |
| Леон Нємчик        | чоловік з чорними окулярами |
| Ігор Пшегродські   | Брічер                      |
| Зигмунт Белявський | Моріно                      |
| Хенрік Біста       | репортер                    |
| Сергій Десницький  | Андрій Бутурлін             |
| Мікк Міківер       | директор організації        |
| Тину Саар          | Саар                        |
| Маргус Туулінг     | начальник поліції в Парижі  |

## Критика
Хоча «Закляття долини змій» був одним з перших пригодницьких фільмів такої тематики, випущених в прокат на території СРСР та Польщі, та здобув велику популярність, з ослабленням цензури він швидко застарів. Фільм зазнав порівняння з «Індіана Джонс: У пошуках втраченого ковчега» (1981), якому програвав у сюжеті та спецефектах. Критиками пізніше зауважувалися заштампованість «Закляття долини змій» та надмірно серйозний тон оповіді.